# Ospina
Pour les articles homonymes, voir Ospina.
Ospina est une municipalité située dans le département de Nariño en Colombie.